# 杵蚊属未命名物种“No. 2”
杵蚊属未命名物种“No. 2”(学名:Tripteroides sp. No. 2)是一种未被命名的杵蚊属物种。它们是马来西亚沙巴的特有种。它们被发现在马来王猪笼草等猪笼草捕虫笼中，是一种依猪笼草底内动物。